# روبن لارسون
روبن لارسون هو سائق سيارة سباق سويدي، ولد في 6 يوليو 1992 في Svenljunga Municipality ‏ في السويد.